# کوژورسکایا
کوژورسکایا (به لاتین: Kuzhorskaya) یک منطقهٔ مسکونی در روسیه است که در آدیغیه واقع شده‌است.